# 1991: The Year Punk Broke
«1991: The Year Punk Broke» (рус. 1991: Год прорыва панка) — документальный фильм 1992 года режиссёра Дэвида Марки. Фильм посвящён европейским гастролям альтернативной рок-группы Sonic Youth, прошедшим в конце августа 1991 года.

## Описание
Несмотря на то, что данный документальный фильм рассказывает о гастролях Sonic Youth, в нём уделено внимание и другим музыкантам: Nirvana, Babes in Toyland, Dinosaur Jr., Gumball, Mudhoney, Ramones. В фильме также присутствуют Кортни Лав и Боб Моулд из Hüsker Dü. Гастроли проходили в конце августа 1991 года, с 20 августа по 1 сентября. Тёрстон Мур в одном месте, например, упоминает, что «сегодня утром КГБ свергло Горбачёва». Концерты прошли в городах: Корк, Дублин (Ирландия), Рединг (Великобритания), Хасселт (Бельгия), Кёльн, Бремен, Галле, Штутгарт, Нюрнберг (Германия) и Роттердам (Нидерланды). В основном это были площадки различных фестивалей. Кроме фрагментов концертных выступлений в фильме показано и закулисье сцены.
На VHS фильм вышел 13 апреля 1993 года, 13 сентября 2011 года был выпущен на DVD компанией Universal Music Group. Фильм посвящён памяти работника сцены Джо Коула, который был убит через три месяца после съёмок фильма во время ограбления магазина.

## Музыка
Ниже представлен список композиций прозвучавших в фильме:
- Sonic Youth — Schizophrenia
- Nirvana — Negative Creep
- Sonic Youth — Brother James
- Nirvana — School
- Sonic Youth — Teen Age Riot
- Dinosaur Jr. — Freak Scene
- Babes in Toyland — Dust Cake Boy
- Sonic Youth — Dirty Boots
- Nirvana — Endless, Nameless
- Sonic Youth — I Love Her All The Time
- Gumball — Pre
- Dinosaur Jr. — The Wagon
- Sonic Youth — Mote
- Nirvana — Smells Like Teen Spirit
- Ramones — Commando
- Sonic Youth — Kool Thing
- Nirvana — Polly
- Sonic Youth — Expressway to Yr. Skull

Композиции в бонус-фильмах на DVD-переиздании:
- Sonic Youth — Inhuman
- Sonic Youth — White Kross
- Sonic Youth — Orange Rolls, Angel’s Spit
- Nirvana — In Bloom
- Sonic Youth — Eric’s Trip
- Sonic Youth — Chapel Hill
- Sonic Youth — Mote
- Sonic Youth — Flower

## Рецензии
В The Washington Post отметили, что этот малобюджетный фильм стоит где-то между документалистикой и пародией. Эдакая смесь фильма «Роджер и я» Майкла Мура и фильма «В постели с Мадонной». В журнале The Austin Chronicle пожаловались на перепады в качестве звука, а также на само качество съёмки и монтажа, после которых, по мнению издания, может заболеть голова. Общий итог — 3,5 звезды из 5. В своей ретроспективной рецензии журнал Exclaim! отмечал, что с высоты сегодняшнего дня в этом фильме интересней наблюдать за группой Nirvana, на которую ещё не свалился тот успех, что придёт после альбома Nevermind. Сайт Public Transportation Snob уточняет: группы Babes in Toyland и Gumball сейчас забыты, Sonic Youth современная молодёжь может считать «отстоем», даже несмотря на то влияние, которое они оказали на музыку, но на группу Nirvana смотреть по-прежнему интересно. В FilmReel.com также заметили, что сейчас этот фильм не для всех и будет интересен только фанатам Sonic Youth и Nirvana.